# Anosia duponti
Anosia duponti är en fjärilsart som beskrevs av Abel Dufrane 1948. Anosia duponti ingår i släktet Anosia och familjen praktfjärilar. Inga underarter finns listade i Catalogue of Life.